# Магнитное склонение

Изменение магнитных склонений за 1590—1990 гг.

Магнитное склонение — угол между географическим и магнитным меридианами в точке земной поверхности, который показывает отличие между показаниями магнитного компаса и истинным направлением на север в данной точке земной поверхности в данную историческую эпоху.
Магнитное склонение считается положительным, если северный конец магнитной стрелки компаса отклонен к востоку от географического меридиана, и отрицательным — если к западу. При наклоне вниз северного конца стрелки наклонение называют северным (или  положительным), при наклоне южного конца стрелки – южным (или  отрицательным). Если  северная  (южная)  проекция – х, западная (восточная) проекция – у, z–по отвесу вниз..
Значение магнитного склонения указывается на магнитных картах и используется для определения истинного меридиана по показанию магнитного компаса. Приблизительно можно считать, что Земля является однородно намагниченным шаром, магнитная ось которого составляет угол 10° с осью вращения Земли (положение магнитных полюсов Земли со временем меняется).
Отношение наклона магнитной оси и оси вращения Земли не тождественно величине магнитного склонения во всех точках Земной поверхности, как это может показаться на первый взгляд. Оно вообще не одинаково в разных точках земной поверхности. Чтобы убедиться в этом, достаточно представить плоскость, проходящую через магнитную ось и ось вращения Земли (или соответствующий меридиан) где величина магнитного склонения всегда будет равна нулю (в идеальной модели), тогда как в точках вне этого меридиана, очевидно, будет ненулевой, если только магнитный полюс не совпадает с географическим, и даже будет иметь разный знак по разные от этого меридиана стороны. Более того, даже в точках плоскости, содержащей обе оси, магнитное склонение будет экстремальным (180°) в любой точке между магнитным полюсом и соответствующим ему географическим полюсом, так как стрелка магнитного компаса в любой такой точке показывает назад к магнитному полюсу, географический же полюс находится дальше по тому же меридиану. Кроме того, на величину магнитного склонения могут влиять магнитные аномалии Земли.

## История
Первым то, что игла компаса указывает на север и юг не точно, а с лёгким отклонением, заметил китайский философ и учёный Шэнь Ко, живший в XI веке. Считается, что для Старого Света феномен магнитного склонения открыл Христофор Колумб во время своего первого плавания в Америку в 1492 году. В действительности же моряки центральной Европы знали о нём и раньше. Первое достоверное свидетельство об этом дают нам переносные солнечные часы XV столетия. Открытие магнитного склонения послужило толчком к новому изучению магнитного поля Земли: сведения о нём были нужны мореплавателям. Первая магнитная карта была составлена миссионером Христофором Борри (ум. в 1632 году). Такие карты распространялись всё больше, пока одну из них не составил астроном Эдмунд Галлей, которому обычно приписывают их изобретение. Изменение магнитного склонения во времени обнаружено в 1634 году Генри Геллибрандом (англ. Henry Gellibrand).